# Mit liv som luder (Dokumentar)
“Mit liv som luder” er en dokumentarserie hvor Lisbeth Zornig som vært belyser hvilke konsekvenser det har for krop og sjæl at være prostitueret. Serien blev sendt på TV2 i 2018.Programmerne er produceret af Impact TV. for TV2

## Handling
I en dokumentarserie over to sæsoner belyser Lisbeth Andersen, gennem fem afsnit, en tabuiseret verden, hvor sex er en handelsvare. Selvom Lisbeth er indædt modstander af prostitution, møder hun unge kvinder, der både er stolte af deres arbejde, og som konfronterer hendes fordomme om sexbranchen. Serien beskriver både piger, som er ofre for de hårde vilkår, der hersker i branchen, men også nogle velfungerende og glade piger, som Sofie Brandvarm, der står åbent frem om sit arbejde.
Programmerne kommer rundt om både de kvindelige sexarbejdere, de kvindelige kunder, samt de mandlige kunder og mandlige sexarbejde. Programmet viser både positive og negative aspekter af at være i branchen.

## Modtagelse
Ved starten af første sæson blev der ytret kritik af, at der endnu en gang kom en udsendelse om kvinderne i prostitution. Hvor var fokus på mændene?. Denne kritik blev modgået af, at hele anden sæson (to afsnit) handler om mænd; både dem som køber, og dem som sælger, sex.

## Eksterne referencer
- https://faktalink.dk/titelliste/prostitution
- https://impact.tv.dk
- https://TV2.dk